# Heterocerus denticulatus
Heterocerus denticulatus is een keversoort uit de familie oevergraafkevers (Heteroceridae). De wetenschappelijke naam van de soort is voor het eerst geldig gepubliceerd in 1930 door Mamitza.